# Route nationale 671
Pour les articles homonymes, voir Route 671.
La route nationale 671 ou RN 671 était une route nationale française reliant Sallebœuf à Sauveterre-de-Guyenne. À la suite de la réforme de 1972, elle a été déclassée en RD 671.

## Ancien tracé de Sallebœuf à Sauveterre-de-Guyenne (D 671)
- Sallebœuf
- Loupes
- Créon
- La Sauve
- Bellebat
- Baigneaux
- Saint-Brice
- Sauveterre-de-Guyenne